# 로버트 굴드 쇼
로버트 굴드 쇼(Robert Gould Shaw, 1837년 10월 10일 ~ 1863년 7월 18일)는 남북 전쟁 당시 매사추세츠 54 연대를 이끌었던 미국의 군인이며, 제2차 와그너 요새 전투 때 전사하였다.
로버트 굴드 쇼는 북부에서 결성되는 데 첫 전흑인 연대 매사추세츠 54 연대의 부대 지휘관으로서 영웅이 되었다.  남북 전쟁의 초기 세월에 흑인들은 북군에 입대할 수 없었다.  1862년 중순에 법률이 바뀌었을 때마저 많은 국민들은 아직도 흑인 남성들이 좋은 군인들이 될 수 있을지 의문하였다.  현저한 흑인 지도자들과 노예제 폐지론자들은 매사추세츠 54 연대를 결성하고 사람들의 시선이 바뀌길 바라면서 쇼를 그 연대의 지도자로 선발하였다.  1863년 7월 연대는 사우스캐롤라이나주 찰스턴에 있는 남군이 지키는 항구 와그너 요새에 공격을 주도하였다.  공격 작전이 있던 동안 쇼와 매사추세츠 54 연대의 용맹은 흑인 군인들이 자신들의 인종의 자유를 위한 싸울 자격이 있다는 북부의 전 주민들을 설득하였다.

## 어린 시절
매사추세츠주 보스턴에서 부유하고 특권의 일생으로 태어났다.  그의 부친 프랜시스 조지 쇼와 세라 블레이크 스터지스 쇼는 둘다 초기 미국 식민주의자들의 후손들이었다.  그들은 사회 개혁가들로서 일하는 데 자신들의 돈과 영향력을 놓았다.  그들을 깊이 걱정하게 만든 문제들 중의 하나는 노예제였다.
흑인들은 1600년대의 시작에 백인들을 위하여 노예로 지내는 데 아프리카로부터 북아메리카로 끌려왔다.  노예제의 뒤에 숨겨진 기본 신념은 흑인들이 백인들에게 하위였다는 것이었다.  노예제 아래 백인 노예 소유자들은 흑인들을 재산으로 취급하였고, 그들에게 고된 노동을 강요하였으며 그들의 삶의 모든 면을 통제하였다.  미국의 북부 절반에 있는 주들은 1700년대 후반에 노예제를 불법화하기 시작하였다.  그러나 노예제는 그 자체가 남부의 경제와 문화에서 중요한 역할을 했기 때문에 남부 절반에서 지속적으로 존재하였다.
쇼 가족은 노예제는 잘못된 것이었다고 믿었고 그것을 폐지하기를 원했다.  그들은 주제에 대하여 자주 말하였고 자신들의 집에서 동료 노예제 폐지론자들의 회의들을 열었다.  결과로서 로버트는 어린 나이로부터 노예제 반대 주장에 노출하였다.

## 유럽에서 교육을 받으며
로버트가 9세였을 때 그의 가족은 뉴욕 스태튼아일랜드로 이주하였다.  이 당시 스태튼아일랜드는 큰 사유지들에 살던 몇몇의 부유한 가족들에 의하여 채워진 시골 지역이었다.  쇼는 야외에서 지내고, 자신의 집 근처에 밭과 나무들을 탐험하는 것을 사랑하였다.  그는 거기에 작은 사립 학교를 다니고 그러고나서 잠시 기숙사 학교로 갔다.  1848년 쇼는 가족과 함께 유럽으로 건너갔다.  그는 다음 8년 세월의 대부분을 거기서 살면서 스위스와 독일에서 수학하였다.
1856년 쇼는 미국으로 귀국하여 하버드 대학교에 입학하였다.  그는 유럽에서 자신의 교육에 비하여 학업이 쉬어 거기서 자신의 2년 세월의 대부분을 활동적인 사회 생활을 즐겼다.  그는 보트 클럽에 가입하고 현악 사중주에서 바이올린을 연주하였다.  그는 또한 자신이 인생에서 하고 싶었던 일에 관한 질문과 분투하였다.  더 많은 여행을 다니고 싶어한 그는 1859년 자신의 삼촌에 의하여 소유된 해외 무역 회사의 뉴욕 사무소에서 직업을 택하였다.  그는 그 직업을 좋아하지 않았고 자신이 경영진으로 올라갈 능력이 부족했다는 것에 걱정하였다.

## 남북 전쟁

### 북군에 입대

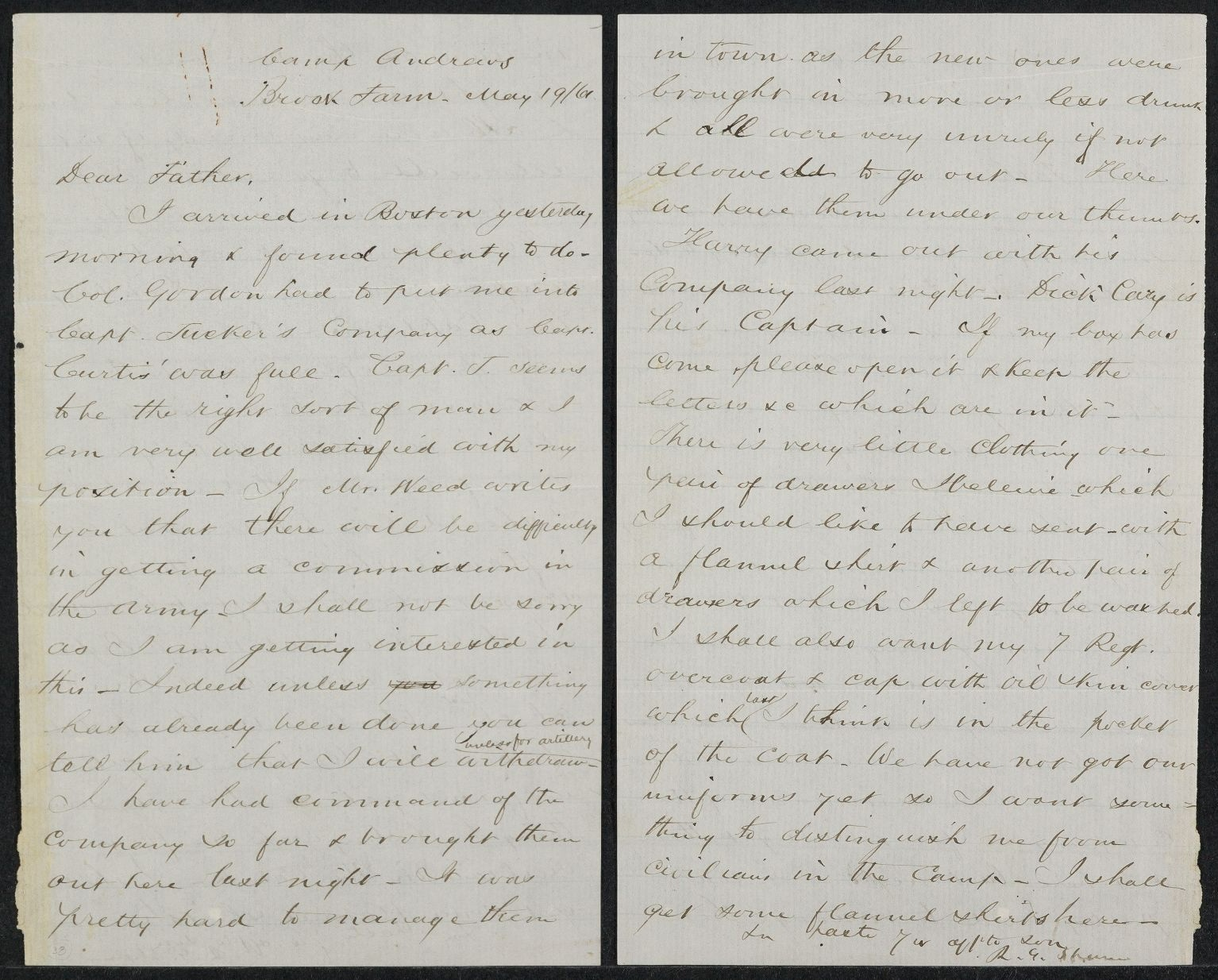
1861년 5월 캠프 앤드루에서 쇼가 자신의 부친에게 쓴 편지

1860년까지 노예제의 문제는 국가의 북부와 남부 사이에 엄청난 분열을 일으켰다.  쇼의 부모와 다른 노예제 폐지론자들의 노력들에 감사한 북부인들의 자라나는 수는 노예제가 강했다는 것을 믿었다.  다른 사람들이 이미 노예제가 허용되었던 남부의 주들 이상으로 퍼지지 않도록 방지하는 것을 원했던 동안 어떤 사람들은 그것을 금지하기를 원하였다.  그러나 많은 남부인들은 노예제를 억제하려는 북부인들의 노력들에 의하여 위협을 느꼈다.  그들은 각각의 주가 노예제를 허용할지 여부를 스스로 결정해야 하는 것을 믿었다.  그들은 국가의 정부가 자신들의 전통적인 삶의 방식으로 방해될 법률을 통과시키는 것을 원하지 않았다.
에이브러햄 링컨이 미국의 대통령으로 선출되었을 때 이 상황이 폭발되었다.  링컨이 노예제를 반대한 북부인이었던 이래 남부의 주들은 국가의 정부가 더 이상 그들의 이익을 대변할 수 없었던 것을 믿었다.  1861년 초순에 몇몇의 남부의 주들은 합중국으로부터 탈퇴하고 노예제를 허용한 새로운 국가 아메리카 연합국을 형성하였다.  그러나 북부의 정치 지도자들은 남부의 주들을 합중국에 간직하는 데 결심되었다.  국가의 앙면은 곧 전쟁으로 들어갔다.
쇼는 자신이 북부의 남부와 타협을 보는 것에 지겨웠기 때문에 남북 전쟁이 시작됐을 때 기뻤다고 한다.  "타협하는 것에 관해서 그 어느 때보다 더욱 악화될 때 1년 또는 2년 동안만 문제를 해결하는 것입니다"라고 그는 언급하였다.  그는 또한 노예제의 문제를 강제로 해결하는 것이 정당하다고 느꼈다.  남부의 주들이 탈퇴하기 시작했을 때 링컨 대통령은 미국의 수도 워싱턴 D. C.를 방어하러 오는 데 지원병들을 요구하였다.  쇼는 즉시 병졸로서 뉴욕 7 국가 경비대에 입대하였다.  이 군대는 쇼처럼 부유한 뉴잉글랜드 가족들에서 온 거의 전체의 젊은 남성들로 이루어졌다.  그들이 워싱턴으로 떠나는 여행을 보는 데 큰 관중들이 거리에 줄을 섰다.  그들은 국가의 수도에 도착하는 데 첫 연대가 되었다.  그러나 쇼의 군사 생활의 첫 경험은 매우 흥미로운 증명을 하지 않았다.  그는 자신의 복무의 90일 기간 동안 자신의 시간의 대부분을 집안일을 하면서 보냈다.

### 매사추세츠 2 연대 장교가 되다

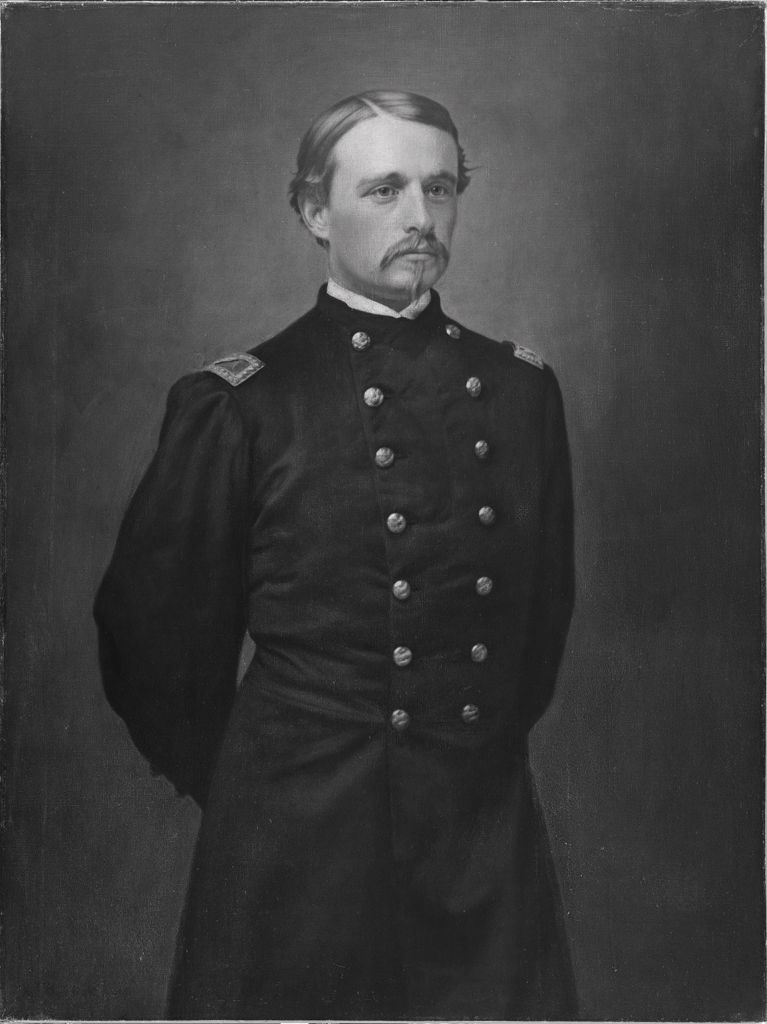
로버트 굴드 쇼 대령의 초상화 (호러스 R. 버딕 작)

뉴욕 7 국가 경비대와 자신의 시간이 끝났을 때 쇼는 매사추세츠 2 연대에서 장교로서 임무를 위하여 신청하였다.  조지 H. 고든 대령의 지도 아래 쇼는 군대 규율을 배우고 그의 자신감이 높아졌다.  그는 결국 자신의 삶과 관련하여 의미 있는 것을 찾았다는 것으로 보였다.  짧은 시간 안에 매사추세츠 2 연대는 전쟁에서 활동을 보기 시작하였다.  그들은 자신들이 스톤월 잭슨의 사령 아래 남군과 여러 전투에 참여한 서부 버지니아주의 셰넌도어 계곡 전역으로 보내졌다.
전투에서 쉬는 시간 동안 쇼는 북군에서 흑인 군인들, 특히 전 노예들을 이용하는 지혜에 관하여 다른 장교들과 생각하고 이야기하기 시작했다.  이 점에 연방법은 흑인 남성들을 입대하는 것으로부터 방지하였다.  많은 북부의 백인들은 그 방향으로 지키길 원했다.  어떤 백인들은 남북 전쟁의 목적이 노예제의 문제를 해결하기 보다 합중국을 회복하는 것이었다는 것을 주장하였다.  그리고 전쟁이 노예제에 관한 것이 아니었던 이래 그들은 흑인들이 전쟁에 가입할 수 있도록 법률을 바꿀 필요가 없었다는 것을 느꼈다.  많은 북부의 백인들이 흑인 남성들이 입대하는 허용이 되지 않는 것을 원했던 또다른 이유는 깊은 인종적 편견이었다.  어떤 백인들은 자신들이 흑인보다 우월하다는 것을 믿었고 그들과 나란히 싸우는 것을 원하지 않았다.  결국 어떤 북부인들은 군인들이 되는 데 흑인들을 허용하는 것이 경계의 주들 - 노예제를 허용하나 합중국의 일부로 남은 4개의 주들이 아메리카 연합국에 가입할 것에 확신시킬 것을 걱정하였다.
북부에서 흑인 지도자들과 백인 노예제 폐지론자들은 남북 전쟁에서 싸우는 것으로부터 흑인들을 방지한 정책과 편견들에 분노하였다.  북부에서 온 자유 흑인 남성들은 분쟁 초기로부터 입대를 시도하였다.  그들은 북군들이 노예제를 끝내는 도움을 주기를 원하였다.  그들은 또한 전장터에서 자신들의 애국주의와 용기를 증명하는 것이 미국 사회에서 자신들의 직위를 향상시키는 도움을 줄 것이라고 믿었다.  많은 북부 흑인들은 그 규칙들을 바꾸는 데 연방 정부에 의문하는 청원서에 서명했으나 정부는 거부하였다.  그 동안 자유인, 탈출 혹은 해방 노예들인 수천명의 흑인들은 북군을 위하여 요리사, 목수, 노동자, 간호원, 정찰대와 하인으로서 지내는 것에 의하여 원인에 대한 비공식적 도움을 제공하였다.
쇼와 어떤 그의 동료 장교들은 군인들이 되는 데 흑인 남성들을 허용하는 것은 합중국의 전쟁 노력 만에 도움을 줄 수 있다는 것을 믿었다.  쇼는 "다른 것- 노예들보다 전쟁을 곧 끝낼 수단의 이용을 정부가 만들지 않을 것이라는 게 기이하지 않은가?"면서 "전국의 흑인들이 와서 우리 군대에 입대할 것에 남군에게 얼마나 핥을 것인가!  그들은 약간의 훈련 후 아마 좋은 군대를 만들 것이며 우리의 단독적인 북부인들보다 확실히 더 나은 규율을 유지할 수 있다!"라고 썼다.
1862년 9월 쇼의 연대는 메릴랜드주에 있는 앤티텀 지류를 따라 조지 매클렐런 장군 아래의 큰 북군에 가입하였다.  9월 17일 그들은 로버트 E. 리 장군 아래의 남군을 상대로 하루 종일 치열했던 전투를 싸웠다.  앤티텀 전투는 2만 3천명 이상의 북군과 남군을 죽이거나 상처를 입혀 남북 전쟁 역사상 단 하루의 피비린내 나는 날로 만들었다.  싸움이 확실한 승자 없이 끝났어도 링컨은 자신의 노예 해방 선언을 발표하는 데 그 전투를 실례로서 이용하였다.  이 선언문은 1863년 1월 1일 남부 영토에 있는 전체의 노예들을 해방시키는 데 그의 의도를 언급하였다.  추가로 그것은 흑인 남성들이 공식적으로 북군에 복무하는 데 허용될 것을 선언하였다.

### 전흑인 매사추세츠 54 연대를 지휘하다
1863년 1월 미국 정부는 매사추세츠주지사 존 앤드루를 그의 주로부터 흑인 군인들의 연대를 함께 놓는 데 승인하였다.  당시 매사추세츠주에서 충분한 흑인들이 살지 않았던 이래 앤드루는 매사추세츠 54 연대를 형성하는 데 북부 전체로부터 남성들을 모집하도록 현저한 노예제 폐지론자와 흑인 지도자들을 요청하였다.  매사추세츠 54 연대는 남북 전쟁 동안 주를 대표하는 데 첫 전흑인 연대가 될 것이었다.
북부에서 많은 백인들은 흑인 군인들이 북군을 위하여 싸우는 것을 허용하는 것에 반대되어 앤드루 주지사와 그의 채용 담당자들은 연대가 실패하면 잃을 것이 많았다.  러셀 덩컨은 〈행운의 푸른 눈동자 자식 : 로버트 굴드 쇼 대령의 남북 전쟁 편지들〉에 자신의 소개에서 "앤드루는 흑인 남성들은 자신들이 남성들이자 자유 시민들이 될 자격이 있다는 것이 차례로 증명될 전쟁을 증명하는 것을 원했다."면서 "앤드루는 모험을 성공적으로 이끄는 중요성을 이해하였고 그는 흑인이 싸우고 잘 싸울 자신의 믿음에 자신의 명성과 경력을 걸었다."고 썼다.
흑인 남성들이 북군에서 장교들이 되는 데 허용되지 않았던 이래 주지사는 매사추세츠 54 연대를 지휘하는 데 몇몇의 백인 남성들을 선발하였다.  앤드루는 연대가 많은 홍보를 받을 것을 알고 있어 조심스럽게 장교들을 선택하였다.  2월 그는 연대의 대령이 되는 데 쇼를 의문하는 편지를 썼다.  "난 매사추세츠주에서 유색 인종 연대를 키울 작정입니다.  이것은 내가 할 수 없으나 전체의 전쟁 동안 결성되는 데 가장 중요한 군단으로 여깁니다."면서 "난 그 장교들을 위하여 갖고 싶어 합니다 ... 군사 경험을 가진 젊은 남성들, 유색 인종의 저속한 경멸에 완고한 반노예주의 원칙, 야망, 우월성, 그리고 군사 복무를 위하여 유색 인종 남성들의 능력에 대한 믿음을 가지고 있습니다."고 썼다.
쇼의 부친은 그에게 직접 전갈을 보냈다.  젊은 군인은 결정에 고민하였다.  처음에 쇼는 자신이 책임을 감당할 수 있을지 의문하였다.  그는 북부로부터 전흑인 연대를 지휘하는 것이 어려운 일이라는 것과 많은 사람들이 자신의 노력들을 비판하고 자신이 실패할 것을 바랄 것을 알고 있었다.  추가로 쇼는 자신의 현재 연대로 매우 가까운 것을 느꼈다.  함께 향한 전투는 그가 끊기를 꺼려했던 신뢰의 유대를 형성하였다.  이 요인들을 숙고한 후, 쇼는 자신이 앤드루 주지사의 제공을 제공할 것을 부친에게 알렸다.  그러나 그때 그의 모친은 자신이 그에 몹시 실망해다는 것을 말하면서 그에게 편지를 썼고 그의 부대 지휘관은 지도자로서 그의 능력에 믿음을 표현하였다.  결과로서 쇼는 매사추세츠 54 연대를 지휘하는 것이 자신의 임무란 것을 결정하였다.  그는 며칠 후 앤드루 주지사에게 편지를 쓰고 직위를 받아들였다.

### 자신의 흑인 군인들에 대한 존경을 얻다
쇼가 매사추세츠 54 연대를 위한 신병들을 훈련시키기 시작하는 데 보스턴에 도착했을 때 그는 이전에 전혀 흑인들 주위에 지낸 적이 없었다.  처음에 그는 자신이 흑인들에 관하여 들은 몇 가지 고정관념을 믿는 경향이 있었다.  그러나 자신이 직접 자신의 군인들에 관하여 더욱 많이 알게 되면서 그는 그들에 많은 존경과 애정을 얻었다.  덩컨은 "아프리카계 미국인들 주변에 한번도 없던 쇼는 그들과 연락을 통하여 변하였다.  그는 아직도 흑인들의 위에 자신을 보유하였고 정식적으로 그들에게 연설하였으나 그는 그들의 능력을 존중하기 시작하였다."면서 "곧 쇼는 부하들에게 애착을 갖게 되고 외부 학대로부터 그들을 강력하게 보호하였다.  그는 그들의 행동에 의문을 제기할 수 밖에 없었고, 그러고나서 자신의 오해를 극복하였다.  그들은 자신들의 지능, 명령에 대한 약속, 용기와 적응성을 군사 생활에 증명하였다.  쇼가 변하면서 그는 자신의 부하들에 존경을 얻었다."라고 적어두었다.
1863년 5월 2일 쇼는 애나 닐런드 해거티에게 결혼하였다.  몇주 후에 그녀는 매사추세츠 54 연대가 자신들의 훈련의 종말을 표시하는 데 그들이 의식에 참여하는 것을 지켜보기 위해 손에 있었다.  많은 현저한 노예제 폐지론자들과 군사 지도자들도 관중들 속에 있었다.  의식의 종말에 앤드루 주지사는 쇼에게 깃발을 건내고 "그 주름이 펴지는 곳마다 그것은 영광의 길을 표시할 것이다."라고 말했다.  그후 즉시 매사추세츠 54 연대는 사우스캐롤라이나주의 해안에서 떨어진 섬 힐튼 헤드로 배를 타고 갔다.
첫 달동안 쇼의 연대는 남부 해안을 따라 몇몇의 습격에 참가하였다.  이 습격들 중의 하나에 그들은 제임스 몽고메리 대령 아래 전 노예들로 이루어진 연대를 동행하였다.  2개의 연대는 조지아주 대리언으로 들어가 자신들이 찾을 수 있던 전체의 음식과 공급물들을 가져갔다.  그 후에 몽고메리는 자신의 부하들에게 타운을 불태우는 명령을 내렸다.  쇼는 명령에 항의했으나 어쨌든 몽고메리의 부하들은 타운을 파괴시켰다.  남부의 신문들은 이야기를 알게 되고 흑인 연대들을 비판하여 그들을 "파괴자"와 "도둑들"이라고 불렀다.  쇼가 파괴에 참여하지 않았어도 그는 결국 책임을 공유하였다.
7월 초순 까지 쇼는 자신의 군대를 전투에 투입하고 그들이 할 수 있던 것을 증명하려는 열망을 가졌다.  그는 "만약 하나가 있어야 한다면 난 나의 부하들을 백인 군인들 곁에 함께 하며 좋은 싸움으로 들어가는 것을 원한다."고 언급하였다.  이 무렵, 북군의 지도자들은 사우스캐롤라이나주 찰스턴의 항구 도시를 포획하는 것에 집중하기로 결정하였다.  조지 스트롱 장군은 계획을 시행하는 도움을 주는 데 쇼에게 그의 연대를 해안으로 데려오라고 의문하였다.  향하는 길에 매사추세츠 54 연대는 제임스아일랜드에 멈추어 자신들의 첫 활동을 보았다.  백인 군인들과 공동의 노력으로 그들은 남군의 공격을 물리치는 도움을 주었다.

### 와그너 요새에서 북군의 공격을 이끌며

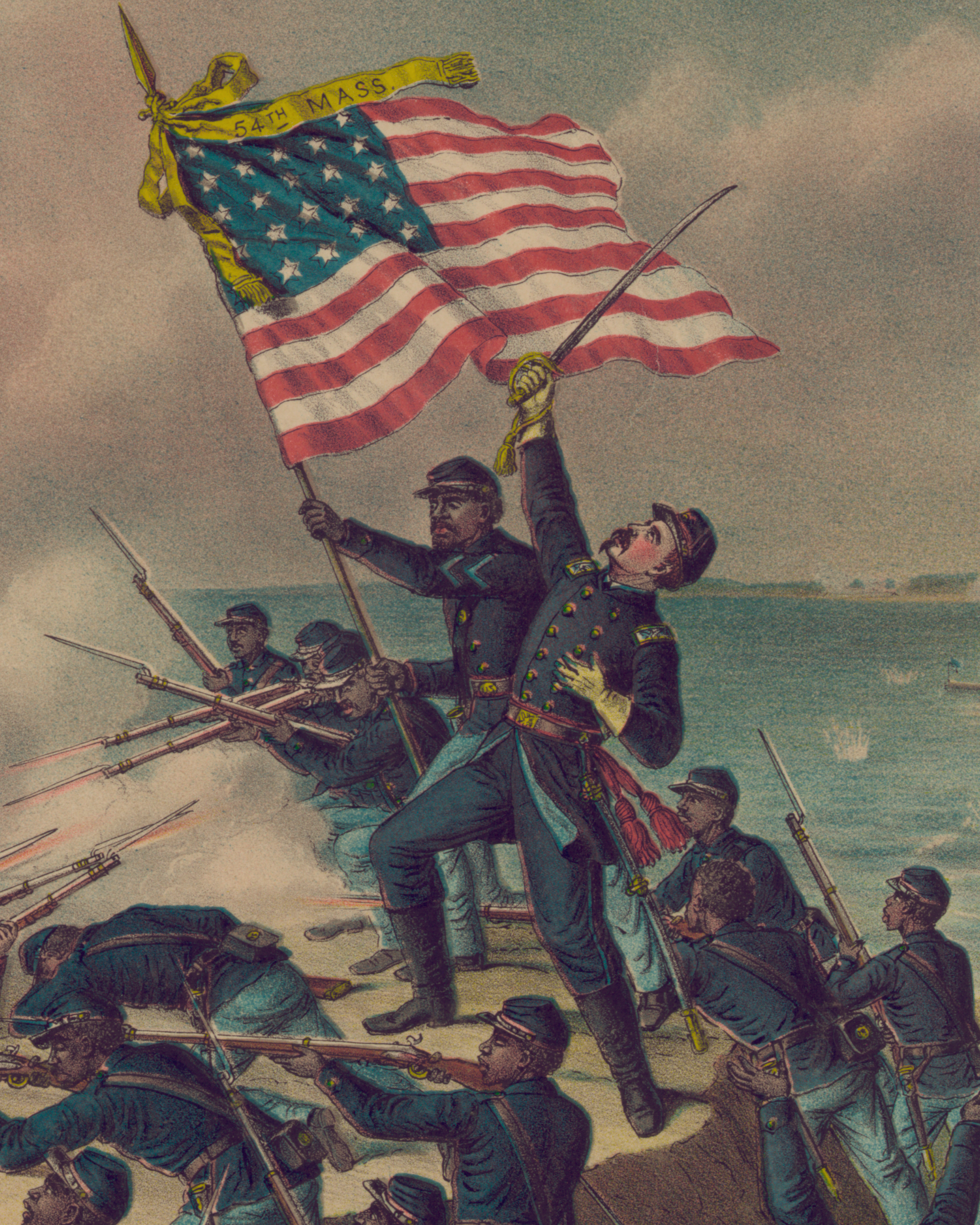
와그너 요새 전투에서 전사하는 쇼 대령 (1863년 7월 18일)

1863년 7월 18일 매사추세츠 54 연대는 결국 찰스턴 항구에 도착하였다.  연대는 항구로 입구를 지키는 남군의 요새인 와그너 요새에 공격을 이끄는 데 선택되었다.  군인들은 지독한 더위와 습기에 해변들을 따라 늪을 지나 이전의 날과 밤 종일 행렬하였다.  그러나 그들이 찰스턴에 도달했을 무렵 자신들이 피곤하고 배가 고팠어도 그들은 여전히 자랑스럽게 자리를 잡았다.
저녁이 오면서 쇼는 요새를 향한 돌진에 매사추세츠 54 연대를 지휘하였다.  그들은 즉시 요새 안에서 남군들로부터 무거운 대포와 머스킷 사격에 의하여 휩싸였다.  쇼는 자신의 600명의 장교와 부하들 중의 거의 절반과 더불어 전사하였다.  그러나 남은 군인들은 계속 전진하고, 요새를 둘러싼 해자를 건너 돌담을 올라갔다.  그들은 당시 지원군들이 나타나지 않았을 때 결국적으로 후퇴할 수 밖에 없었으나 그때까지 그들은 적군에 큰 손실을 입혔다.
다음날 최고 계급 장교들의 시체가 양측에서 일반적으로 반환되었던 사실에 불구하고 남군은 대량 무덤을 파고 쇼의 전사한 흑인 군인들과 더불어 그의 시신을 묻었다.  남군은 백인들이 흑인들에 우세하고 따라서 더욱 나은 매장을 받을 자격이 있다는 것을 자신들이 믿었던 이래 이 활동을 폭행으로 의도하였다.  몇주 후, 북군이 결국 와그너 요새를 포획했을 때 북군 장교는 무덤을 찾아 쇼의 시신을 되찾기 위해 제안하였다.  그러나 쇼의 부친은 제안을 거부하였다.  그는 "우리는 군인의 가장 적절한 매장지는 자신이 쓰러진 들판에 있는 것이라고 생각합니다."라고 썼다.
매사추세츠 54 연대가 와그너 요새를 포획하는 데 성공하지 못했어도 마저 전투에서 그들의 용감한 성능은 승리로 숙고되었다.  북군에서 흑인들의 입대를 반대한 자들 마저 북부를 통하여 신문들은 이야기를 실었다.  사람들은 흑인 남성들은 합중국과 자유를 위하여 싸우고 죽는 백인들 만큼 유능했다는 것을 인정할 수 밖에 없었다.  1863년의 말까지 북부를 가로질러 60개의 새로운 흑인 연대들이 형성되었다.  매사추세츠 54 연대와 다른 흑인 연대들의 성공은 북부가 남북 전쟁을 이기는 것을 도움을 준 것 뿐만 아니라 미국 사회에서 흑인들의 더욱 큰 수용으로 이끌었다.

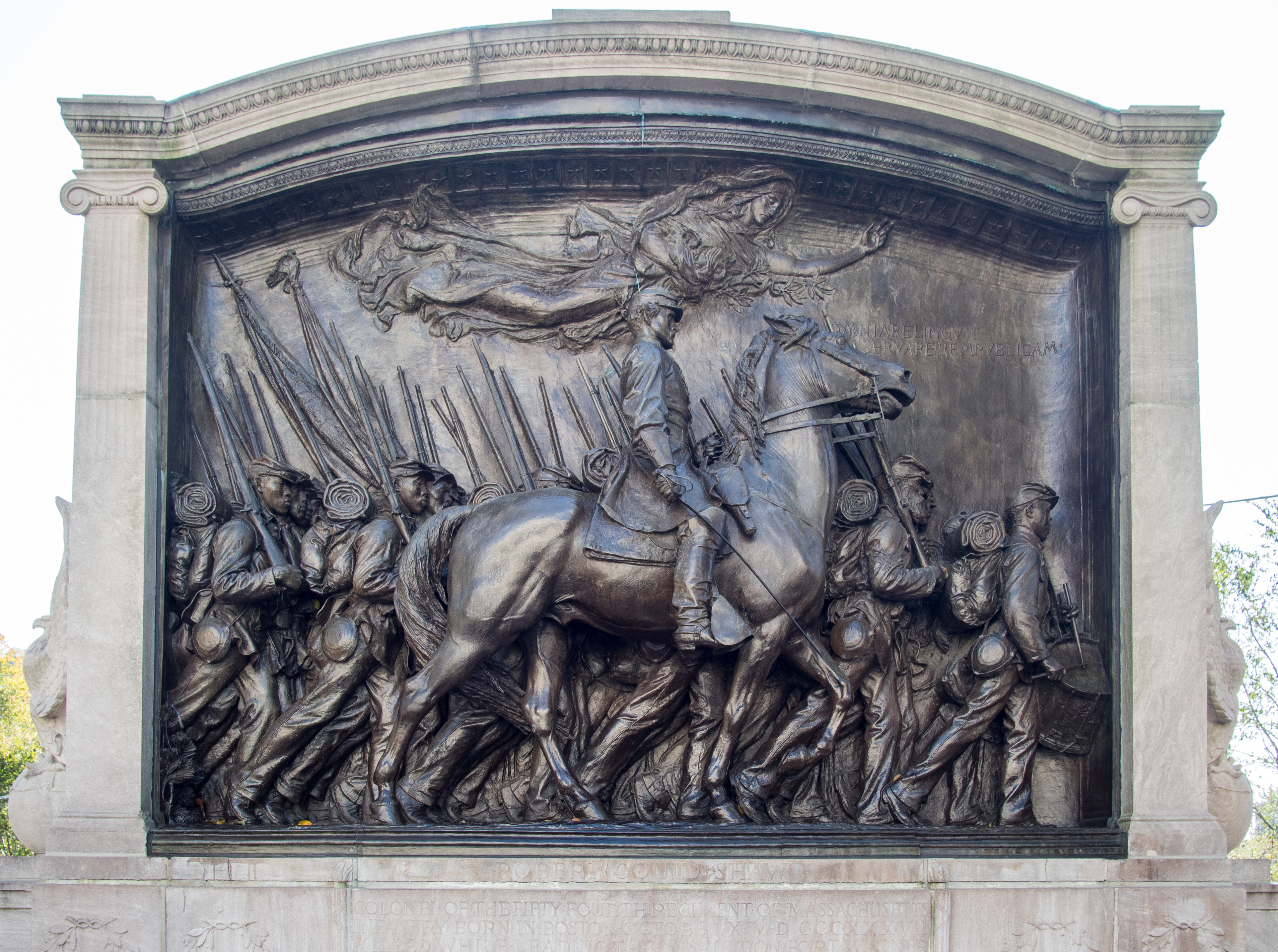
쇼 대령과 매사추세츠 54 연대를 기념하는 부조

쇼의 사망한지 짧은 후, 앤드루 주지사는 보스턴에서 그와 그의 전사한 부하들을 추모하기 시작하였다.  그는 기념비를 디자인하는 데 유명한 조각가 오거스터스 세인트고던즈를 기용하였다.  그 조각가는 많은 흑인 남북 전쟁 베테랑들에 의하여 참석된 식전에서 결국 1897년 자신의 작품을 공개하였다.  그것은 쇼의 흑인 부하들이 전체 인종의 국민들을 위한 자유와 동등을 위하여 싸우는 데 남부로 행렬하면서 그들에 둘러싼 쇼를 말에 탄 것을 보인다. 봉헌식에서 철학자 윌리엄 제임스는 "거기서 인간을 위한 더 나은 날의 승자들이 행렬한다."면서 "그들 중에 말의 등에 말을 탄 ... 그의 행복한 젊음에 모든 신성이 미소를 지은 행운의 푸른 눈동자의 자식이 앉아있다.  그들의 눈에 불타오르는 단 하나의 결의에 그들은 함께 앞으로 움직인다."라고 말했다.
1989년 매사추세츠 54 연대의 이야기를 담은 에드워드 즈윅 감독의 영화 《영광의 깃발》에서 매슈 브로더릭이 쇼 대령의 역을 맡았다.